# Умарова, Дильбар Усмановна
Дильбар Усмановна Умарова (26 августа 1949, Душанбе, Таджикская ССР) — советская и таджикская актриса театра и кино, Заслуженная артистка Таджикской ССР (1990), Народная артистка Таджикистана (2004). Член Союза кинематографистов Таджикистана и СССР (1976).

## Биография
Дильбар Умарова родилась 26 августа 1949 года в городе Душанбе, Таджикская ССР.
В кино впервые снялась в семилетнем возрасте (художественный фильм «Я встретил девушку»), что и предопределило выбор профессии. В 1971 году окончила таджикскую студию (художественные руководители — заслуженные деятели искусств Таджикистана, профессоры Б. В. Бибиков и О. И. Пыжова) Государственного института театрального искусства им. А. В. Луначарского в Москве.
В 1971—1983 гг. — актриса Республиканского Молодежного театра им. М.Вахидова.
С 1983 года — актриса Таджикского государственного академического театра драмы имени А. Лахути в Душанбе.

## Театр
- Софья («Горе от ума» А. Грибоедова),
- Рашель («Васса Железнова» М. Горького),
- Лика («Мой бедный Марат» Арбузова),
- Дальшод («Дильшод» А. Сидки),
- Флорела («Учитель танцев» Лопе де Вега).

Директор проекта-спектакля «Призраки», о трафике женщин в Республике Таджикистан.

## Кино
Сыграла в 30-ти художественных фильмах.
- «Сказание о Рустаме» (2 серия, 1970 г.),
- «Легенда тюрьмы Павиак» (1970),
- «Вперёд, гвардейцы!» (1971),
- «Когда остановилась мельница» (1972),
- «Ураган в долине» (1972),
- «Восход над Гангом» (2 серия, 1975),
- «Семь похищенных женихов» (1976),
- «Хозяин воды» (1977),
- «Женщина издалека» (1978),
- «И ещё одна ночь Шахерезады…» (1984),
- «Я ей нравлюсь» (1985, эпизод),
- «Джура — охотник из Мин-Архара» (5 серия, 1985),
- «Миражи любви» (1986),
- «Слёзы и меч» (4 серия, 1991).[2]